# Symbol smrti
Symbol smrti (Pars vite et reviens tard, tj. Uteč rychle a vrať se pozdě) je francouzský hraný film z roku 2007, který režíroval Régis Wargnier. Film byl natočen podle detektivního románu z roku 2001, jehož autorkou je Fred Vargas. Kniha vyšla v českém překladu v roce 2003 pod názvem Uteč rychle a vrať se pozdě. Policejní komisař Adamsberg vyšetřuje v Paříži sérii úmrtí spojených se středověkým symbolem, který má ochraňovat před morovou nákazou.

## Děj
Na dveřích některých domů a bytů v Paříži se objevuje tajemný symbol obrácené čtyřky. Vždy jeden z bytů však zůstane neoznačený. Policie to považuje za vandalismus do té doby, než je v jednom z neoznačených bytů nalezen mrtvý muž se známkami morové nákazy na těle. Na náměstí Place Igor-Stravinsky mezi Centre Georges Pompidou a kostelem sv. Mederika si bývalý herec Joss Le Guern přivydělává veřejným čtením zpráv a vzkazů, které mu lidé vhodí přes den do schránky. Mezi vzkazy se rovněž objevují podivné středověké texty ohlašující morovou epidemii. Před Stravinského fontánou se pravidelně shromažďují lidé z okolí. Jedním z nich je Hervé Decambrais, bývalý učitel středověké literatury, který začne texty studovat. Také komisař Jean-Baptiste Adamsberg, který vyšetřuje úmrtí, shání informace o podivném symbolu. Oba se potkají ve studovně Francouzské národní knihovny a Decambrais se stane komisařovým poradcem. Symbol obrácené čtyřky má odvracet morovou nákazu. Mezitím dojde k úmrtí dalších dvou osob, které rovněž mohly zemřít na mor. V jejich bytech byly nalezeny obálky s blechami. Zjištění přítomnosti viru potrvá několik dní a o případu se dozví novináři. Ve městě vypukne panika. Komisař se snaží najít spojitost mezi mrtvými, ale žádnou nenachází, teprve u čtvrté oběti zjistí, že všichni společně pracovali před 12 lety v Kongu[nepřesný odkaz] pro farmaceutickou společnost. Komisař zjistí, že roznašečem blech a autorem symbolů a opsaných textů je mladík Damas, jehož otec byl generálním ředitelem farmaceutické společnosti a v Kongu zahynul. Damas je zatčen, ovšem lékaři zjistí, že lidé nezemřeli na mor, ale na jed. Pravý vrah uniká a je posléze chycen za pomoci Decambraise na mostě Alexandra III.

## Obsazení
| José Garcia     | komisař Jean-Baptiste Adamsberg |
| Lucas Belvaux   | inspektor Danglard              |
| Marie Gillain   | Marie                           |
| Olivier Gourmet | Joss Le Guern                   |
| Nicolas Cazalé  | Damas                           |
| Michel Serrault | Hervé Decambrais                |
| Mathias Mlekuz  | archeolog Jérôme Cazalas        |